# 小行星7241
小行星7241（英語：7241 Kuroda）是一颗围绕太阳公转的小行星。1990年11月11日，圓舘金、渡邊和郎在北见发现了此天体。
这颗小行星的绝对星等为236.04851等。